# San Andreas
San Andreas és una pel·lícula estatunidenca de catàstrofes i acció del 2015 dirigida per Brad Peyton i protagonitzada per Dwayne Johnson. Ha estat doblada i subtitulada al català.

## Argument
A Califòrnia, la falla de San Andreas acaba obrint-se i provoca un terratrèmol de magnitud de 9,6, el més gran de tota la història. En Ray Gaines, pilot d'helicòpter de rescat en muntanyes, i la seva exdona Emma deixen Los Angeles per anar a San Francisco amb l'esperança de trobar-hi i salvar llur filla, Blake. Mentre comencen aquest perillós periple caòtic cap al nord de l'estat, pensant que rere seu deixen el pitjor dels desastres, no trigaran a veure que el que els espera és encara més esfereïdor.

## Repartiment
- Dwayne Johnson - Chief Raymond "Ray" Gaines
- Carla Gugino - Emma Gaines
- Alexandra Daddario - Blake Gaines
- Hugo Johnstone-Burt - Ben Taylor
- Art Parkinson - Ollie Taylor
- Ioan Gruffudd - Daniel Riddick
- Paul Giamatti - Dr. Lawrence Hayes
- Archie Panjabi - Serena Johnson
- Will Yun Lee - Dr. Kim Park
- Kylie Minogue - Susan Riddick
- Alec Utgoff - Alexi
- Marissa Neitling - Phoebe
- Todd Williams - Marcus Crowlings
- Colton Haynes - Joby O'Leary
- Morgan Griffin - Natalie
- Breanne Hill - Larissa

## Producció

### Desenvolupament
L'1 de desembre del 2011 s'anuncià que New Line cinema estava desenvolupant una pel·lícula de desastres sobre terratrèmols San Andreas: 3D, amb guió de Jeremy Passmore i Andre Fabrizio; Allan Loeb adaptà el guió. El 5 de juny del 2012 l'estudi designà Brad Peyton per dirigir la pel·lícula. El 18 de juliol del mateix any New Line encarregà a Carlton Cuse reescriure el guió de la pel·lícula. El 18 de juliol del 2013 l'estudi encarregà als guionistes de The Conjuring, Carey Hayes i Chad Hayes, una nova reescriptura de la pel·lícula. A més de New Line participen les productores Village Roadshow Pictures i Flynn Picture Company.